# Terme di Caronte
Le Terme Caronte sono delle sorgenti di acque minerali sulfuree e di fanghi che si trovano a Lamezia Terme in provincia di Catanzaro nella frazione Caronte del quartiere Sambiase.

## Storia
Già note dall'antichità, secondo alcuni archeologi sono da identificarsi con le aquae angae degli itinerari romani del II secolo d.C. Questa tesi consente di affermare che tali acque sulfuree sono state oggetto di studio fin dall'antichità e sono note da tempo per i loro effetti salutari come dimostra il ritrovamento di alcune monete coniate nella città di Terina (antico insediamento presso l'odierno quartiere di Sant'Eufemia Vetere), risalenti al III secolo a.C., raffiguranti una sirena intenta ad attingere acqua da una fonte.
Il nome Caronte sarebbe derivato dal fiume d'Epiro Acheronte col suo lago Acherusia, copiato da poeti (tra cui Dante), da storici e geografi.
L'interesse per queste terme si evidenziò maggiormente tra il XVII e il XVIII secolo quando se ne fa menzione in alcuni documenti e in alcuni studi promossi dai governatori locali del Regno delle Due Sicilie. Nei primi anni del settecento il terreno comprendente la sorgente termale venne concesso per enfiteusi alla famiglia Cataldi di Sambiase; fu Gian Galeano Cataldi nel 1716 a dare vita all'utilizzo a scopo terapeutico delle acque termali, bonificando l'area. 
Attualmente quest'area termale dispone di un moderno ed attrezzato stabilimento, classificato di primo livello dal Ministero della Sanità, che consente di effettuare bagni, fanghi, cure inalatorie e per la sordità rinogena, ventilazione polmonare, cure ginecologiche e massaggi, grazie agli effetti benefici e terapeutici delle sue acque termominerali (sulfuree-solfate-alcaline-terrose-iodiche-arsenicali) ricche di zolfo, calcio e potassio che sgorgano dalla sorgente Caronte ad una temperatura di circa 39 °C.